# Joan Sabater
Joan Sabater (?-1743) fou un prevere obtentor del benefici de Sant Pere unit al magisteri de cant de l'església parroquial Figueres, càrrec que va exercí fins a la seva mort.